# Jan Vyšín
Jan Vyšín (9. února 1908, Praha – 24. června 1983, Praha) byl český matematik a učitel.

## Život
Jan Vyšín vystudoval reálné gymnázium v Praze. Pak byl přijat na Přírodovědeckou fakultu Univerzity Karlovy, kde v roce 1931 získal aprobaci pro vyučování matematiky a deskriptivní geometrie. V důsledku dopadů hospodářské krize ve 30. letech nemohl získat místo odpovídající jeho učitelskému vzdělání a tak byl nucen setrvat i po absolvování povinné vojenské služby v pracovním poměru u armády. Ale už od roku 1938 pracoval postupně na středních školách v Brandýse nad Labem, Úpici, Jilemnici, Berouně a v Praze. Z podnětu Františka Vyčichla nastoupil v roce 1946 jako asistent na Pedagogickou fakultu Univerzity Karlovy a zde pracoval až do roku 1953. V tomto roce byl jmenován docentem a stal se vedoucím matematiky na Vysoké škole pedagogické.
V letech 1946 až 1953 působil jako docent matematiky na Pedagogické fakultě, později na Vysoké škole pedagogické v Praze, kde v letech 1953 až 1959 vedl katedru matematiky. Po jejím zrušení (1959) přešel na Matematicko-fyzikální fakultu Univerzity Karlovy a zde působil do roku 1972, kdy se stal vedoucím Kabinetu pro modernizaci vyučování matematice v Matematickém ústavu Československé akademie věd.
Publikační činnost Jana Vyšína je bohatá a svědčí o hlubokých znalostech elementární školské geometrie, axiomatiky geometrie, problematiky školské matematiky a didaktiky matematiky. Jan Vyšín je autorem vysokoškolských skript, učebnic matematiky pro základní a střední školy a mnoha článků.